# 1717 en littérature
| Années de la littérature : 1714 - 1715 - 1716 - 1717 - 1718 - 1719 - 1720    |
| Décennies de la littérature : 1680 - 1690 - 1700 - 1710 - 1720 - 1730 - 1740 |

Cet article présente les faits marquants de l'année 1717 en littérature.

## Événements
- 16 mai : Voltaire est enfermé pour onze mois à la Bastille et banni de Paris pour avoir critiqué le duc d'Orléans et sa fille la duchesse de Berry[1]. En prison, il achève sa première pièce, Œdipe.

## Parutions
- Jean-François Paul de Gondi, Mémoires de Monsieur le Cardinal de Retz, Amsterdam, Nancy, Jean-Frédéric Bernard, Jean-Baptiste Cusson, 1717 (présentation en ligne)
- Fontenelle, Histoire du renouvellement de l’académie royale des sciences en 1699, vol. 2, Paris, Michel Brunet, 1717 (présentation en ligne).
- The works of Mr. Alexander Pope, London, Printed by Bowyer, for Bernard Lintot, 1717 (présentation en ligne), première édition intégrale des œuvres d'Alexander Pope dont onze pièces inédites, parmi elles les poèmes Elegy to the Memory of an Unfortunate Lady (« Vers en souvenir d’une femme malheureuse »), Eloisa to Abelard (« l’Épître d’Héloïse à Abélard ») et Ode for Musick on St. Cecilia's Day (« Ode sur le jour de la Sainte-Cécile »).

## Décès
- 26 février : Jean de Cabanes, écrivain français (provençal). (° 1653).